# الیور برتون
الیور برتون (انگلیسی: Oliver Burton؛ ۲۷ مه ۱۸۷۹ – ۱۹۲۹ (۵۱−۵۲ سال)) بازیکن فوتبال اهل بریتانیا بود.
از باشگاه‌هایی که در آن بازی کرده‌است می‌توان به باشگاه فوتبال تاتنهام هاتسپر اشاره کرد.